# Neudorf bei Passail
Neudorf bei Passail település Ausztriában, Graz közelében, Stájerországban. 2015 óta Passail része. 

## Fordítás
- Ez a szócikk részben vagy egészben  a   Neudorf bei Passail című angol Wikipédia-szócikk ezen változatának fordításán alapul.  Az eredeti cikk szerkesztőit annak laptörténete sorolja fel. Ez a jelzés csupán a megfogalmazás eredetét és a szerzői jogokat jelzi, nem szolgál a cikkben szereplő információk forrásmegjelöléseként.